# زكرياء أبو مارية
 زكريا أبو مارية عبد الكريم (مواليد سنة 1968) هو روائي وكاتب مسرحي مغربي.

## مسيرته
وُلد سنة 1968 بمدينة آسفي بالمغرب. أمضى فترة من طفولته المبكرة بالشماعية، حيث تلقى تعليمه الأولي القرآني وجزءا من تعليمه الابتدائي، قبل أن يعود إلى مسقط رأسه آسفي لمتابعة باقي مراحل تعليمه إلى أن اشتغل بالقطاع السككي، ليلتحق بعده لفترة بقطاع التعليم الخاص بعد الطرد الذي تعرض له إثر إضراب 1995 السككي، قبل أن ينتقل للاشتغال بأحد استوديوهات الدبلجة والخدمات الصوتية بالولايات المتحدة الأمريكية، ليعود من ثمّ ويؤسس تجربته الخاصة في مجال النشر والتوزيع، حيث ألّف في مجالي الرواية والمسرح. هو عضو اتحاد كتاب المغرب، وناشر ناشط في مجموعة من الجرائد والمجلات المغربية والعربية.

## أعماله
روايات
- 2008: جلنار
- 2016: جينوم.. مزامير الرحيل والعودة

مسرحيات
- 2013: حالة حصار
- 2014: موسم العودة من الشمال

## جوائز
- 2007: جائزة الشارقة للإبداع العربي عن روايته «جلنار».
- 2014: جائزة الطيب صالح العالمية للإبداع الكتابي في مجال النص المسرحي، عن مسرحيته «موسم العودة من الشمال».[2]
- 2015: جائزة كتارا للرواية العربية في فئة الروايات غير المنشورة، عن رواية «جينوم ـ مزامير الرحيل والعودة».[3]